# Таунсвил
Таунсвил (енгл. Townsville) је град Аустралији у савезној држави Квинсленд. Према попису из 2006. у граду је живело 128.808 становника.

## Становништво
Према попису, у граду је 2006. живело 128.808 становника.
| 1991.   | 1996.   | 2001.   | 2006.   |
| ------- | ------- | ------- | ------- |
| 101,398 | 109,914 | 126,618 | 128,808 |